# リナレス県
リナレス県（スペイン語: Provincia de Linares）は、チリ中部にあるマウレ州 (VII) の4つの県のうちの1つである。県都で最多の人口を抱える中心都市はリナレス市。

## 行政
県であるリナレスは、第二級行政区画であり、大統領によって任命される知事が政治を行っている。知事はLuis Suazo Roca。

### コムーナ
県は、各自治体の市長と議会により政治が行われる、8のコムーナ（スペイン語：comunas）から構成される。
- リナレス
- サン・ハビエル
- ビージャ・アレグレ
- ジェルバス・ブエナス
- コルブン
- ロンガビ
- レティロ
- パラル

## 地理と人口動態
県は、チリ本土のまさに中心に位置しており、県都は、サンティアゴの303 km南、農業とブドウ栽培が盛んな地方の中央に位置する州都・タルカの50 km南にある。以下は、国立統計研究所（INE）の2002年国勢調査による。
- 面積：10,041.2 km2 (3,877 sq mi)
- 人口：253,990人
  - 男性：127,063人
  - 女性：126,927人
- 人口密度：25.3人/k㎡（66人/平方マイル）
- 人口増加率：3.1%（7,699人） - 1992年〜2002年

県の人口の45%は、地方に住んでおり、マウレ州の33%、チリ全体の13%と比較して多くなっている。この特徴は、チリの他の県に比べ、特別な文化的・社会経済的な側面があることによる。

## 気候

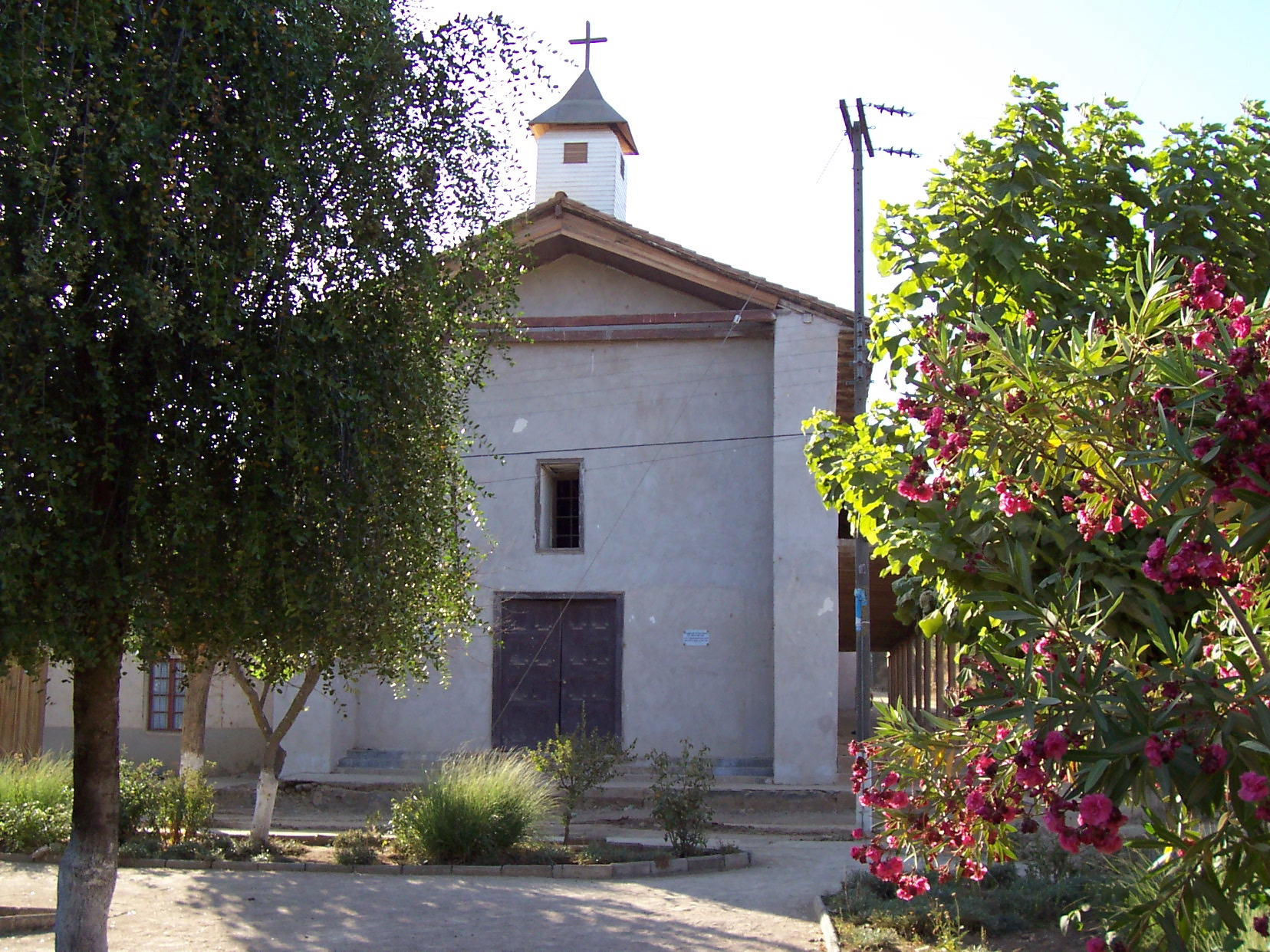
チリ、リナレス県、サン・ハビエル・コムーナのNirivilo地区の教会。チリの植民地時代から建ち続けており、Linares Diocese教区に属する。

リナレス県は、穏やかな地中海性気候である。夏は暑く、主に乾燥しており（11月から3月にかけて）、最も暑い時期には、摂氏32度以下に達する。冬（5月下旬から9月中旬にかけて）は、やや湿度が高く、雨が多い傾向にあり、最高気温が摂氏15度、最低気温が丁度0度である。県の南部の東側にあるパラルでは、降水量が豊富であり、この地方の稲作によい影響を与えている。灌漑は多く使用されている。

## 経済
好ましい気候条件と良い自然の灌漑のため、リナレス県では、農業を多様化させることができている。また、ワイン醸造産業では、国内外の市場を占めている。県の主要で有益な作物には、穀物（米、小麦、トウモロコシなど）、野菜（トマト、カリフラワー、レタス、タマネギ、アーティチョーク）、豆類（ヒラマメ、豆）、果物（特にキウイフルーツ、ナシ、リンゴ、ベリー、テーブルグレープ、メロン、スイカ、モモ）、テンサイがある。ワインのうち数種類は県内で生み出されている。県は、チリ中央峡谷のブドウ栽培地域の1つであるモール・バレーに位置している。
リナレス県では、特にパラル周辺で、チリ産の米の74%を生産している。また、県は、ワイン、ブドウ、キウイフルーツ、ベリーなどを輸出している。リナレスの都市は、チリのテンサイ生産の重要な中心である。

## 文化

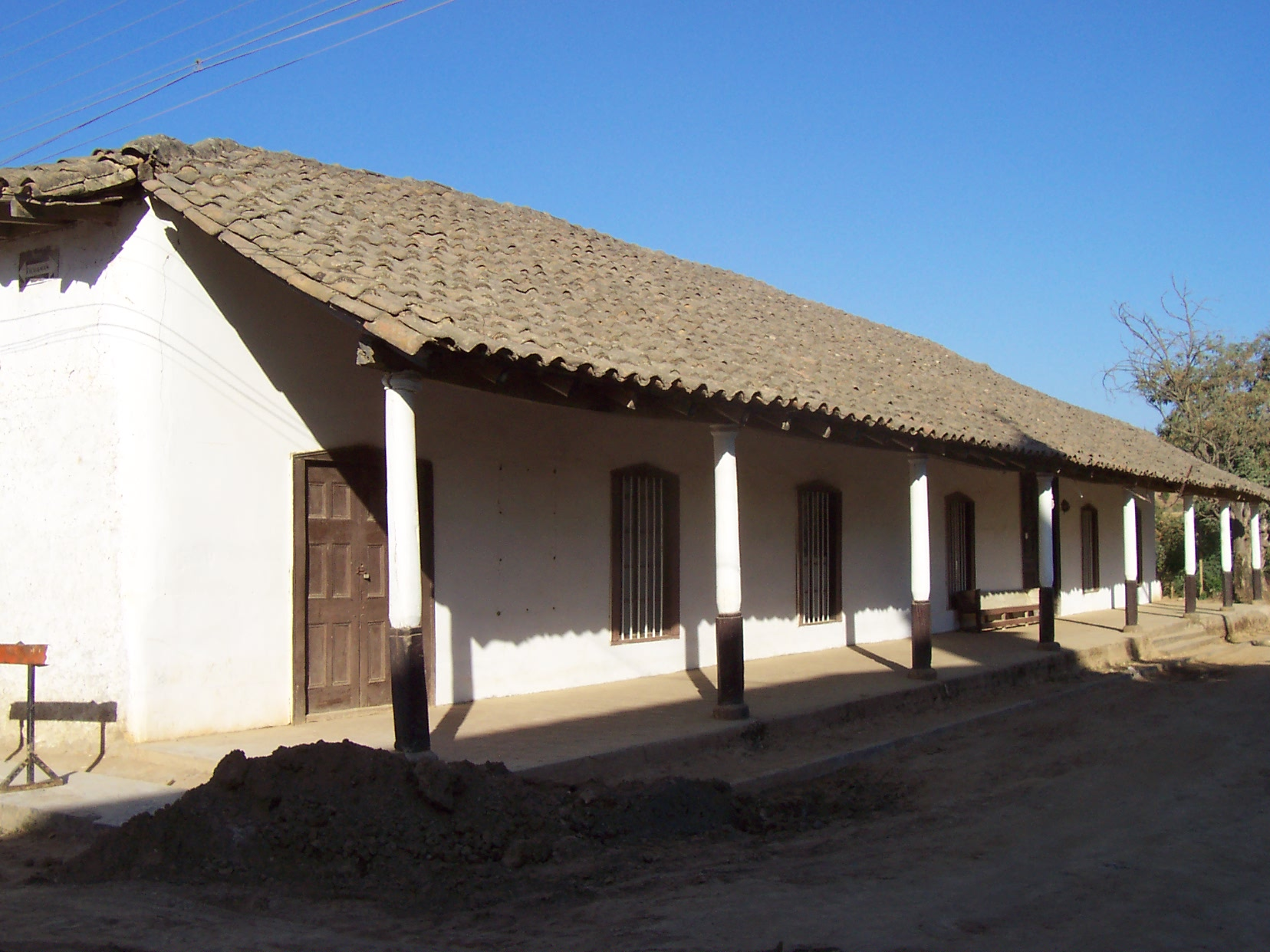
チリ、サン・ハビエル・コムーナ、Nirivilo村にある保存状態の良い典型的なコロニアル・スタイルの農家

多くの作家、詩人など知識人（下記を参照）を、リナレス県は生み出している。この中には、著名な詩人・ノーベル賞受賞者であるパブロ・ネルーダが含まれている。彼は、パラル生まれである。さらに、リナレス県には、チリの民俗学者うちの幾人かの家があり、歌手、作曲家、民俗学・博学研究者のマーゴット・ロヨラもいる。県には多くの活動的な民族グループがある。

### リナレス県出身の著名人
- パブロ・ネルーダ - リナレス県パラル生まれの著名な詩人・ノーベル賞受賞者。
- フアン・イグナシオ・モリーナ - チリの牧師、博物学者。
- カルロス・イバニェス・デル・カンポ - 陸軍将軍、チリ大統領（2回）
- アルトゥーロ・アレッサンドリ・パルマ - 政治家、チリ大統領（2回）
- バレンタイン・レテリエル - 教師、作家、政治家
- マーゴット・ロヨラ - フォーク・ミュージシャン、研究者
- エディベルト・ドマルキ・ビジャグラ - 作家、詩人
- マニュエル・フランシスコ・メサ・セコ - 作家、詩人
- エドゥアルド・アンギタ - 作家
- ルーベン・カンポス・アラゴン - 詩人
- マックス・ジャラ - 作家
- ヘロニモ・レゴス・リスボア - 作家、詩人